# Eli Yablonovitch
Eli Yablonovitch (ur. 15 grudnia 1946 w Puch bei Hallein) – amerykański fizyk. 
Zajmuje się m.in. optoelektroniką, plazmonami, komputerami kwantowymi i komunikacją kwantową. We współpracy z ExxonMobil badał fotowoltaikę, jednocześnie wprowadził tzw. limit Yablonovitcha wyznaczający teoretyczną granicę pułapkowania światła w panelach fotowoltaicznych. W 1987 roku stworzył koncepcję kryształu fotonicznego i uzyskał laboratoryjnie pierwszy taki kryształ, jednocześnie popularyzując jego nazwę. Udoskonalił lasery półprzewodnikowe, badał światłowody fotoniczne. 
W 2018 roku nagrodzony Medalem Edisona.